# Spreebogen
Mit dem Begriff Spreebogen wird zunächst jeder Bogen im Verlauf der Spree bezeichnet. Bezogen auf Berlin wird der Begriff in fünf unterschiedlichen Bedeutungen verwandt. Er steht für
- den gesamten Mäander bildenden Abschnitt des Flusses im Bezirk Mitte nach der Spreeinsel zwischen der Marschallbrücke im Osten und der Einmündung des Landwehrkanals im Westen (seltener auch: Spreebögen),
- eine einzelne dieser Windungen, diejenige zwischen dem Reichstagsgebäude im Osten und der Kongresshalle im Westen (wie in der nebenstehenden Bildunterschrift),
- das Gebiet beidseitig der Flussmäander; der nördliche Bereich gehört zum Ortsteil Moabit, der südliche zu den Ortsteilen Tiergarten, Hansaviertel und Charlottenburg,
- einen Teil des Geländes am Ufer der Spreeschleifen, nämlich das Areal südlich der ersten Flusswindung, mit dem Parlamentsgebäude und dem Bundeskanzleramt als prominentesten Bauwerken,
- die 1994 fertiggestellte Neugestaltung eines historischen Industrie-Areals, der ehemaligen Bolle-Meierei, am Nordufer einer der Spreeschleifen (auch: Spree-Bogen).

Die folgenden Abschnitte handeln vom Spreebogen im Sinne der ersten Flusswindung mit dem südlich angrenzenden Gebiet.

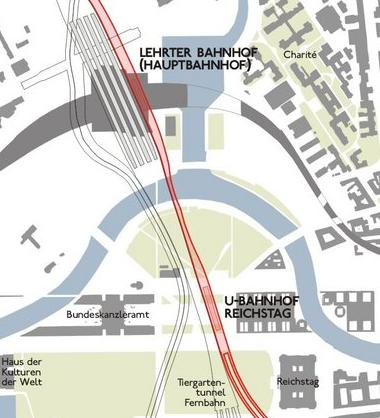
Spreebogen mit Abzweig des Berlin-Spandauer Schifffahrtskanals, Humboldthafen, Hauptbahnhof und Regierungsviertel

## Lage
Während der namensgebende Bogen der Spree die nördliche Begrenzung darstellt, wird das Gebiet südlich vom Tiergarten abgeschlossen. Im Jahr 2005 eröffnete im inneren Bogensegment zwischen Spree und Kanzleramt beziehungsweise Paul-Löbe-Haus der Spreebogenpark mit einer Uferpromenade auf zwei Ebenen und weiten Wiesen. Der Park stellt vielfältige Bezüge zur Deutschen und Berliner Geschichte her. In unmittelbarer Nachbarschaft des Spreebogens liegen der Hauptbahnhof am anderen Spreeufer, das Brandenburger Tor und das Sowjetische Ehrenmal im Tiergarten.

## Gebäude im Spreebogen

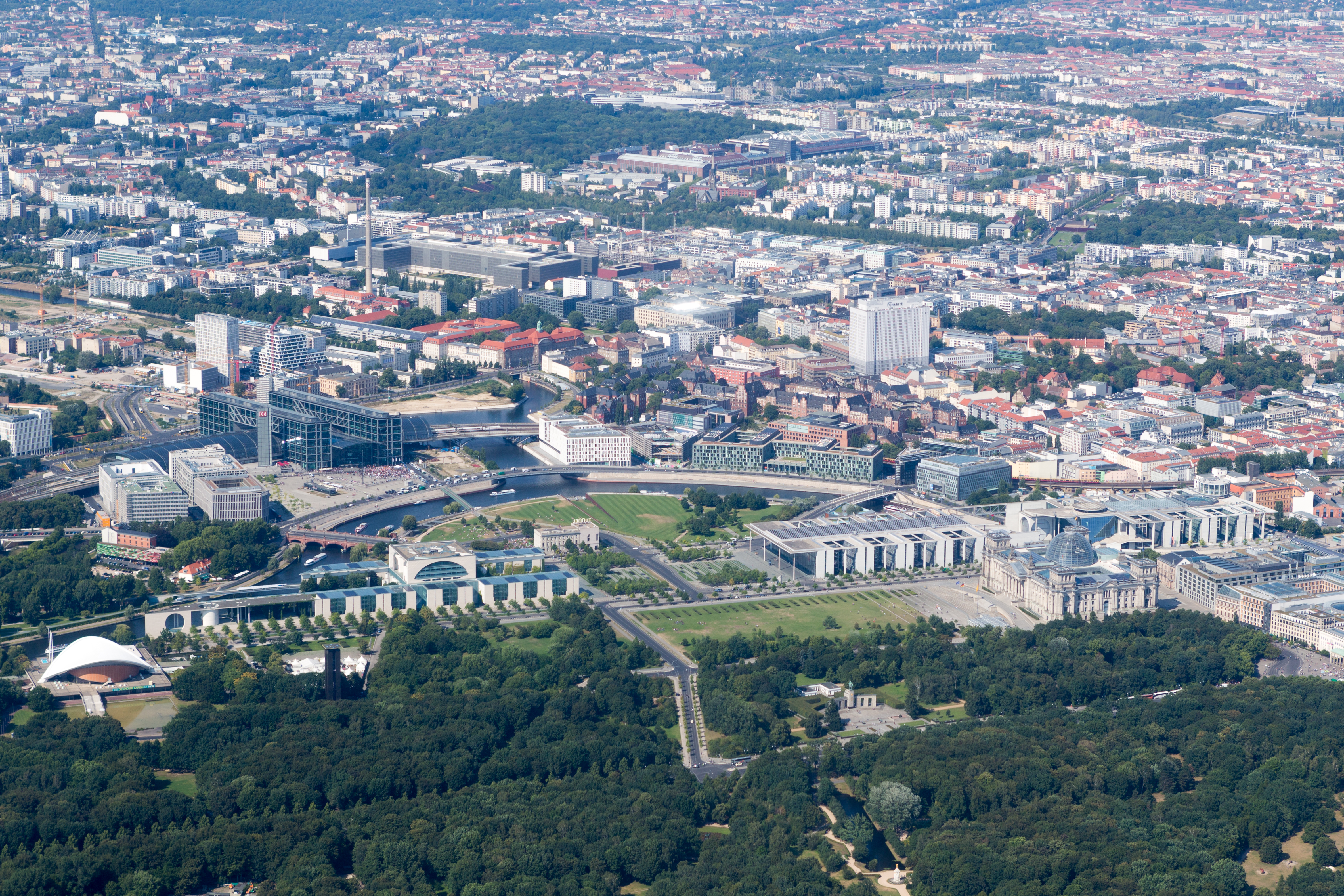
Der Spreebogen mit Kanzleramt und Hauptbahnhof, 2016

Das Reichstagsgebäude im Süd-Osten des Spreebogens dient als Sitz des Deutschen Bundestags.
Vor dem Reichstagsgebäude erstreckt sich der Platz der Republik. An seinem westlichen Ende schließt sich das Haus der Kulturen der Welt in der Kongresshalle an.
Nördlich von Reichstagsgebäude und Platz der Republik schließt sich das Band des Bundes an. Dieses Bauensemble erstreckt sich zu beiden Seiten über den Spreebogen hinaus und symbolisiert so einen Brückenschlag zwischen Ost und West. Hier haben Bundeskanzleramt und Teile der Bundestagsverwaltung ihren Sitz genommen. Die Bauwerke des Bundestags sind das Paul-Löbe-Haus, das Jakob-Kaiser-Haus und das Marie-Elisabeth-Lüders-Haus.
Nördlich vom Band des Bundes liegt das Gebäude der Schweizerischen Botschaft.

## Geschichte des Spreebogens

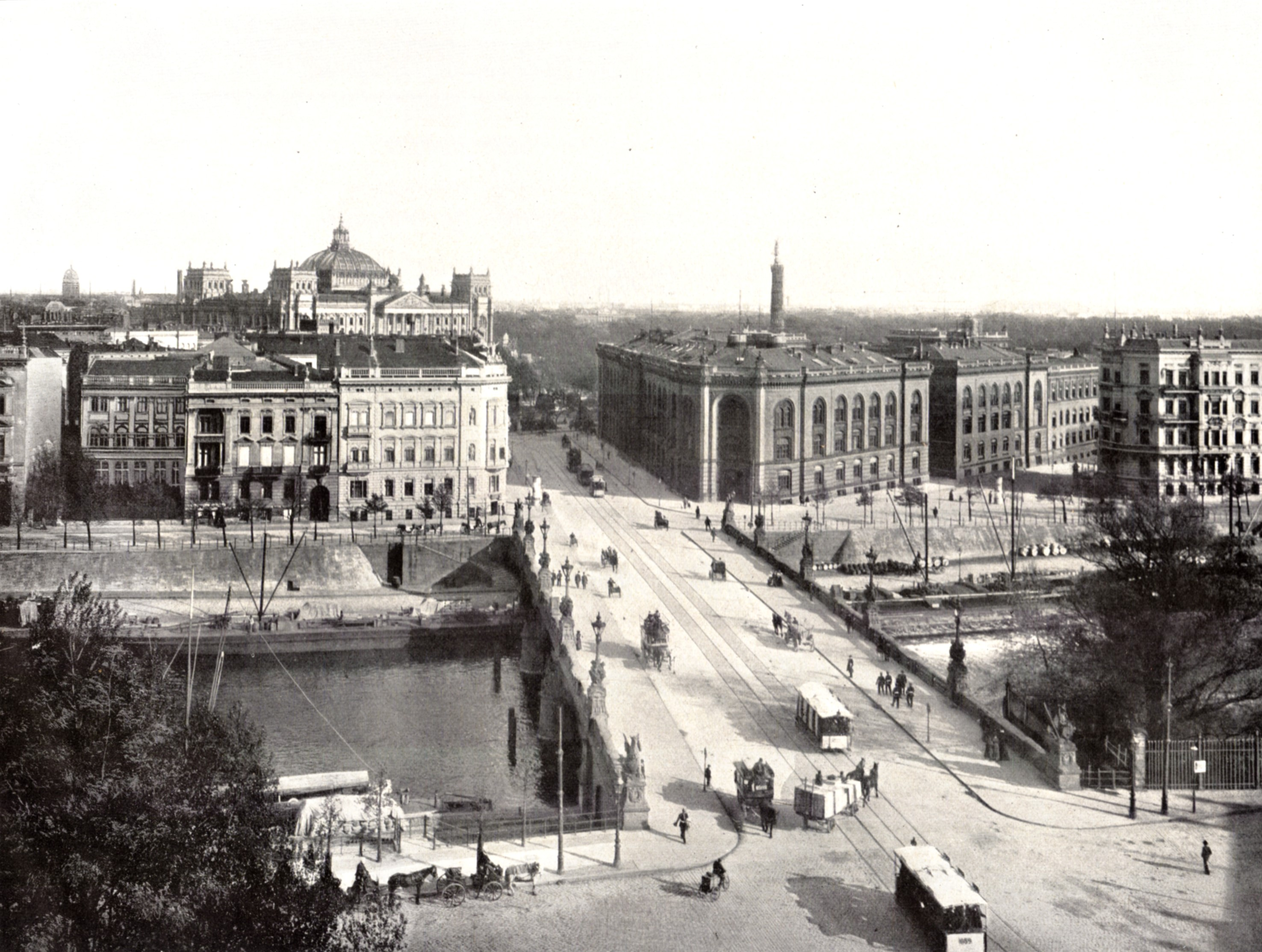
Blick um 1900 vom Deutschen Kolonialmuseum in Richtung Moltkebrücke/Moltkestraße in den Spreebogen, rechts das Generalstabsgebäude und am Horizont der Reichstag und die Siegessäule

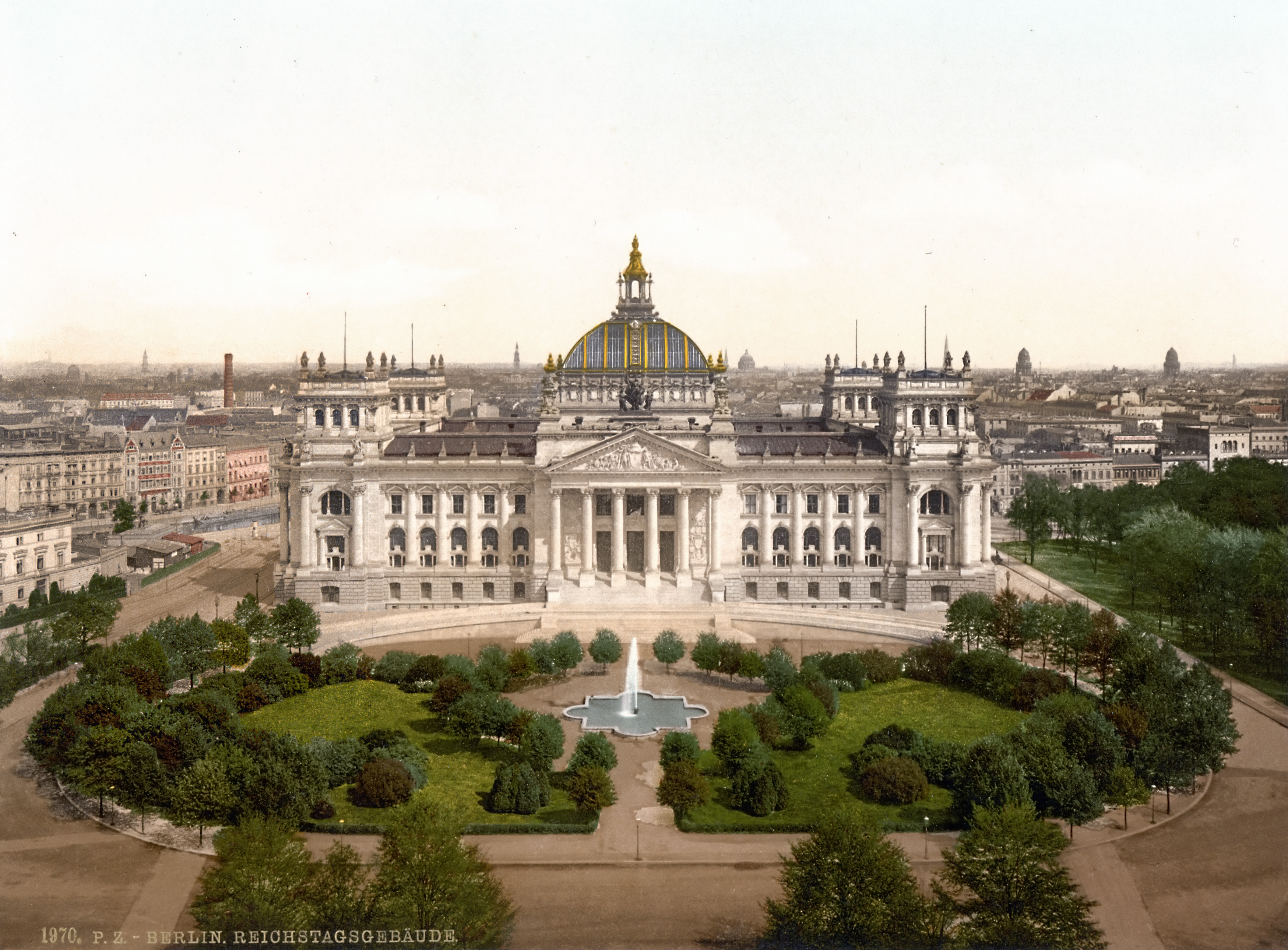
Östlicher Spreebogen um 1900 mit Reichstag und Königsplatz

Vor der Errichtung des Reichstagsgebäudes diente das Gebiet des Spreebogens unter anderem als Exerzierplatz.

### Kaiserreich
Im nördlichen Spreebogen befand sich im Kaiserreich das Alsenviertel, ein gehobenes Wohnviertel mit zahlreichen diplomatischen Vertretungen. Auf dem Königsplatz (dem heutigen Platz der Republik) stand die damals noch um ein Segment niedrigere Siegessäule.

### Weimarer Republik
Bereits in der Weimarer Republik bestanden Pläne, den Spreebogen zu einem modernen Regierungsviertel umzubauen. Sie wurden allerdings nie umgesetzt.

### Zeit des Nationalsozialismus
Nach dem Reichstagsbrand am 28. Februar 1933 wurde der Sitz des Reichstags in die Krolloper am anderen Ende des Spreebogens verlegt.
Zu Adolf Hitlers 50. Geburtstag wurde die Siegessäule auf den Großen Stern umgesetzt und am 20. April 1939 eingeweiht.
Im Spreebogen sollte nach dem Willen Hitlers und seines Architekten Albert Speer mit der Großen Halle des Volkes und dem Führerpalast das Zentrum der geplanten „Welthauptstadt Germania“ entstehen.

### Nachkriegszeit und Teilung der Stadt
Die Sektorengrenze zwischen dem Britischen und dem Sowjetischen Sektor verlief wenige Meter hinter der Rückseite des Reichstagsgebäudes und querte die Spree in nördlicher Richtung und setzte sich längs des Ostufers fort, obwohl der Fluss bis zum westlichen Ufer zu Ost-Berlin gehörte.

### Nach dem Mauerbau
Mit dem Bau der Berliner Mauer am 13. August 1961 verlief die unmittelbare Grenze zwischen Ost- und West-Berlin am Ostrand des Spreebogens, überquerte dort die Spree in Form einer Anlage zur Kontrolle des grenzüberschreitenden Schiffsverkehrs. Der dort kontrollierte Schiffsverkehr bestand jedoch nicht aus Ausflugsschiffen, sondern vor allem aus polnischen Frachtschiffen und Schubverbänden mit polnischer Kohle für die Kraftwerke West-Berlins. Die Schiffe wurden auch unter Wasser von außen nach Flüchtlingen abgesucht. Wo die Mauer hinter dem Reichstag in diesen Schiffs-Grenzübergang mündete, befand sich auf westlicher Seite am Ufer der Spree eine Gedenktafel zum Andenken an Personen, die beim Versuch in den Westen zu flüchten, erschossen worden waren. Nach der politischen Wende wurde diese Tafel verlegt und befindet sich heute zwischen dem Reichstag und dem Brandenburger Tor.
Infolge der Nähe zur Mauer befand sich der Spreebogen von verkehrsreichen Straßen entfernt in ruhiger Lage. Die Wiese in seinem Innern war wie der Tiergarten an Wochenenden als Naherholungsgebiet und vor allem bei türkischstämmigen Berlinern als Grillplatz beliebt, und die Parkplätze an seinem Rand wurden werktags als Übungsgelände von Fahrschulen genutzt.
Das Tempodrom neben der Kongresshalle, ein Zirkuszelt, in dem Rock-Konzerte veranstaltet wurden, war unter Federführung unter anderem von Nina Hagen als kulturelle Folge der Hausbesetzer-Szene entstanden und in Berlins Kulturlandschaft jahrzehntelang eine Institution. Es musste dem Bundeskanzleramt weichen und wurde mittlerweile auf dem Gelände des ehemaligen Anhalter Bahnhofs in Kreuzberg in fester Form aufgebaut.

### Vereinigung und Hauptstadtplanung in Berlin
Erst nach dem mit der politischen Wende verbundenen Mauerfall am 9. November 1989 und der deutschen Wiedervereinigung am 3. Oktober 1990 rückte der Spreebogen von einer beschaulichen Randlage an der bestbewachten Grenze der Welt wieder mitten in das Zentrum der nun wieder gesamtdeutschen Hauptstadt im Herzen Europas.
Am 4. Oktober 1990 trat im Reichstagsgebäude das erste freigewählte gesamtdeutsche Parlament seit 1933 zusammen. Nach dem Hauptstadtbeschluss und dem damit verbundenen Umzug von Parlament und Regierung von Bonn nach Berlin sollte der Spreebogen auch wieder dauerhaft zum politischen Zentrum Deutschlands werden. Das Reichstagsgebäude war als Sitz des Deutschen Bundestags vorgesehen. Es folgte die Verhüllungsaktion von Christo und Jeanne-Claude. Am 23. Mai 1994 tagte die Bundesversammlung zur Bundespräsidentenwahl im Reichstagsgebäude.
Die Planungen bezüglich des neuen Regierungsviertels wurden federführend von der Baukommission des Bundestages betreut.

### Unfall und Folgen für die Sicherheit
Am 22. Juli 2005 stürzte ein Ultraleichtflugzeug vom Typ Platzer Kiebitz, das von einer Privatperson gesteuert wurde, vor dem Reichstagsgebäude auf den Platz der Republik. Dabei kam der aus einem Berliner Vorort stammende Pilot ums Leben. Die Polizei ging nach Abschluss der Ermittlungen von einem Suizid aus.
Es kam zu innenpolitischen Debatten um die Sicherheit des Regierungsviertels vor terroristischen Anschlägen. Am 1. August 2005 wurde ein kreisförmiges Flugbeschränkungsgebiet für Flüge nach Sichtflugregeln (ED-R 146) um den Mittelpunkt des Reichstagsgebäudes mit drei nautischen Meilen Radius (rund 5,5 Kilometer) eingerichtet. So wurde es auch dem damals noch am Potsdamer Platz gelegenen Fesselballon untersagt, hier aufzusteigen; ebenso waren Rundflüge mit historischen Maschinen nicht gestattet. Diese Maßnahme wurde nach Protesten der betroffenen Unternehmen nach kurzer Zeit für gewerbliche Flüge gelockert, bleibt jedoch für Privatpiloten in Kraft.

### Neubebauungsdebatte

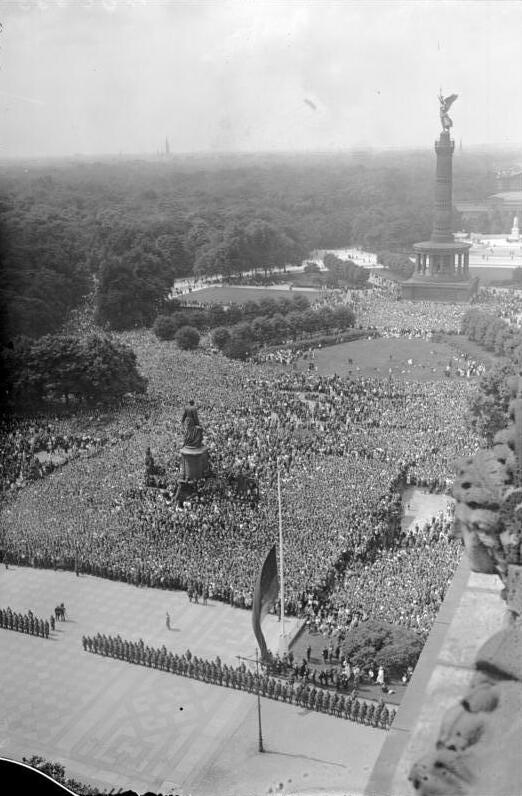
Platz der Republik, historische Gliederung, 1924

In der ersten Hälfte der 2010er Jahre mehrten sich die Stimmen, die eine Wiederbebauung und Umgestaltung des Spreebogens forderten. Neben rein ästhetischen Gesichtspunkten kreiste die Diskussion auch um die Errichtung eines permanenten Besucherzentrums für das Reichstagsgebäude sowie ein Bürgerforum, das ursprünglich als Element des Bandes des Bundes vorgesehen war.
Die Politik griff einen Vorschlag des Berliner Architekten Bernd Albers auf, der auf eine Rekonstruktion des städtebaulichen Zustandes vor den Abbrucharbeiten während der NS-Zeit abzielte. Hierzu sollte der Spreebogenpark wieder bebaut – mit der bisher isoliert stehenden Schweizerischen Botschaft als Teil der neuen Häuserreihen – und der Platz der Republik in Anlehnung an die Weimarer Zeit umgestaltet werden. Von einer angedachten Rückversetzung der Siegessäule wurde jedoch seitens des Architekten Abstand genommen. Zu einer Verlegung anderer Monumente – etwa des Bismarck-Nationaldenkmals – wurden keine Angaben gemacht. Diese Vorschläge sind zum jetzigen Zeitpunkt (Stand: 2018) nicht über das Diskussionsstadium hinausgelangt.